# Лыжное двоеборье на зимних Олимпийских играх 2018
Соревнования по лыжному двоеборью на зимних Олимпийских играх 2018 года в Пхёнчхане прошли с 14 по 22 февраля в парке для прыжков с трамплина и центре лыжных гонок и биатлона «Альпензия», расположенных в курорте Альпензия, вблизи посёлка Дэквалъмьён. Это единственный вид спорта на зимних Олимпийских играх, в котором не разыгрываются медали среди женщин.
В рамках соревнований было разыграно 3 комплекта наград. Немецкие двоеборцы победили во всех трёх дисциплинах. При этом в гонке на 10 км после прыжка с большого трамплина немцы заняли три первых места.

## Медали

### Общий зачёт
Жирным шрифтом выделено самое большое количество медалей в своей категории
| Общее количество медалей |          |        |         |        |       |
| Место                    | Страна   | Золото | Серебро | Бронза | Всего |
| 1                        | Германия | 3      | 1       | 1      | 5     |
| 2                        | Япония   | 0      | 1       | 0      | 1     |
| 2                        | Норвегия | 0      | 1       | 0      | 1     |
| 3                        | Австрия  | 0      | 0       | 2      | 2     |
| Всего                    | Всего    | 3      | 3       | 3      | 9     |

### Медалисты
| Дисциплина                         | Золото                                                                      | Серебро                                                                 | Бронза                                                                       |
| Большой трамплин/10км              | Йоханнес Ридцек Германия                                                    | Фабиан Риссле Германия                                                  | Эрик Френцель Германия                                                       |
| Нормальный трамплин/10км           | Эрик Френцель Германия                                                      | Акито Ватабэ Япония                                                     | Лукас Клапфер Австрия                                                        |
| Эстафета — большой трамплин/4×5 км | Германия · Винценц Гайгер · Фабиан Риссле · Эрик Френцель · Йоханнес Ридцек | Норвегия · Ян Шмид · Эспен Андерсен · Ярл Магнус Риибер · Йорген Гробак | Австрия · Вильхельм Денифль · Лукас Клапфер · Бернхард Грубер · Марио Зайдль |

## Место проведения соревнований
| Центр прыжков на лыжах «Альпензия» | Центр лыжных гонок и биатлона «Альпензия» |
| ---------------------------------- | ----------------------------------------- |
|                                    |                                           |
| Вместимость: 13500                 | Вместимость: 15500                        |

## Расписание
Время местное (UTC+9)
| День    | Дата                | Старт | Соревнование               |
| ------- | ------------------- | ----- | -------------------------- |
| День 7  | Среда, 14 февраля   | 15:00 | Нормальный трамплин        |
| День 7  | Среда, 14 февраля   | 17:45 | Гонка на 10 км             |
| День 12 | Вторник, 20 февраля | 19:00 | Большой трамплин           |
| День 12 | Вторник, 20 февраля | 21:45 | Гонка на 10 км             |
| День 14 | Четверг, 22 февраля | 16:30 | Командный Большой трамплин |
| День 14 | Четверг, 22 февраля | 19:20 | Эстафета 4×5 км            |

## Квалификация
По итогам квалификационных соревнований олимпийские лицензии получат 55 спортсменов, при этом максимальная квота для одного олимпийского комитета составит 4 спортсмена.